# 佐藤栄吉
佐藤 栄吉（さとう えいきち、1875年2月5日 - 1927年2月22日）は、日本の政治家。衆議院議員（1期）。

## 経歴
新潟県出身。農業を営む。中俣村長、岩船郡議、同参事会員、新潟県議、同参事会員、地方森林会議員、大日本山林会、帝国森林会各評議員、新潟県山林会理事長となる。
1922年、新潟5区の補欠選挙で立憲政友会公認で立候補して当選し、衆議院議員を1期務める。1924年の第15回衆議院議員総選挙には立候補しなかった。1927年死去。